# Mouvement Misin tapa
 (juillet 2021).
Si vous disposez d'ouvrages ou d'articles de référence ou si vous connaissez des sites web de qualité traitant du thème abordé ici, merci de compléter l'article en donnant les références utiles à sa vérifiabilité et en les liant à la section « Notes et références ».

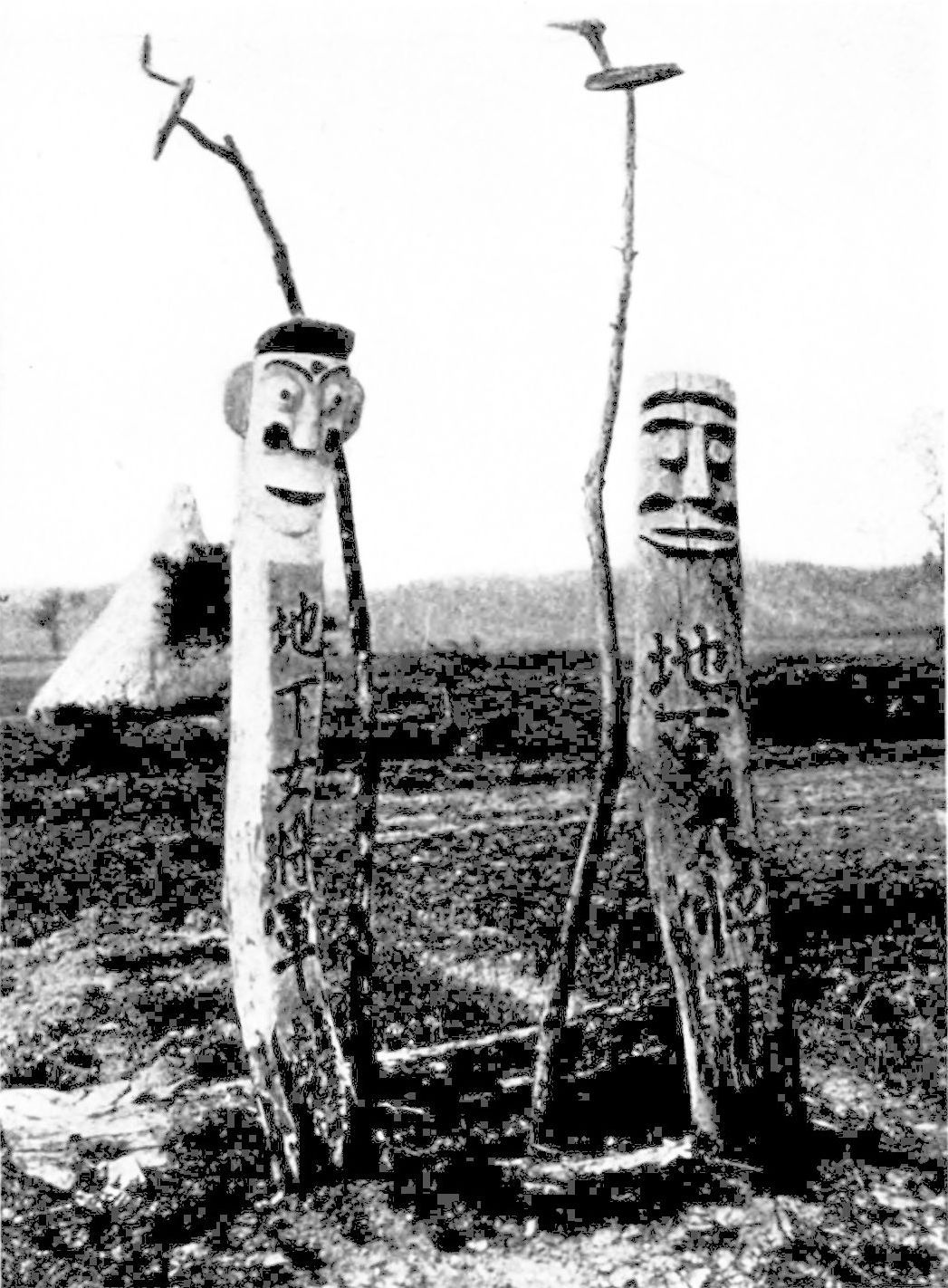
Jangseung plantés à l'entrée des villages et censés protéger des esprits maléfiques dans le chamanisme coréen.

Le mouvement Misin tapa (hangeul : 미신 타파 운동 ; RR : Misin tapa undong ; « mouvement pour renverser la superstition ») est une violente série de vagues de répression et de diabolisation du chamanisme coréen et de la religion folklorique qui eut lieu à différentes reprises de la fin du XIXe siècle aux années 1980.
Commençant dans les années 1890 avec la montée de l'influence des missionnaires protestants en Corée, il culmine durant le mouvement Saemaul dans les années 1970 et provoque la destruction de la plupart des cultes et sanctuaires indigènes, qui sont remplacés en grande partie par le christianisme.
En coréen moderne, misin signifie « illusoire» ou « fausses croyances spirituelles », et implique que les dieux et l’esprit des ancêtres n'existent pas. Ce terme est adopté en japonais à la fin du XIXe siècle, et largement utilisé par les missionnaires chrétiens pour encourager à réprimer la religion indigène coréenne.

## Vagues de répression

### Fin de la période Joseon (années 1890)
Le protestantisme s'enracine profondément en Corée dans les années 1890, établissant un réseau d'écoles et d'hôpitaux. Les missionnaires protestants qualifient les pratiques religieuses indigènes et les chamans de « culte du diable ». Ils mènent des campagnes d'autodafé d'idoles, de tablettes ancestrales, d'outils et de vêtements de chamans, et de sanctuaires. Selon leurs rapports, tout cela aurait été « détruit comme s'il s'agissait des livres d'Éphèse ». Les missionnaires font également circuler des histoires sur des chamans s'étant convertis au christianisme, devenant eux-mêmes des défenseurs de la destruction de la religion indigène. La lutte religieuse entre le chamanisme et le christianisme est transformée en un motif littéraire avec la nouvelle de Kim Tong-ni, Portrait d'un chaman.
Les missionnaires se découvrent des alliés parmi les intellectuels coréens dans les dernières années de la période Joseon. Ensemble, ils éditent le Tongnip Sinmun, le premier journal en coréen qui fait la promotion de l'iconoclasme et interpelle les fonctionnaires du gouvernement sur la nécessité d'éradiquer la religion indigène.
En 1896, la police commence à arrêter les chamans, détruire les sanctuaires et brûler les outils rituels. Ces événements sont acclamés par le Tongnip Sinmun. À un moment donné, le journal en vient même à critiquer les moines bouddhistes.

### Occupation japonaise (1910–1945)
Des campagnes contre les traditions religieuses indigènes coréennes accompagnent également l'annexion de la péninsule coréenne par le Japon. Les Japonais ont déjà assimilé la sécularisation à la modernité dans leur propre pays. La police coloniale harcèle et parfois arrête les chamans, bien que les politiques officielles contre le chamanisme coréen ne soient ni monolithiques ni cohérentes.
Comme dans la rhétorique du Tongnip Sinmun de la génération précédente, le gouvernement colonial dépeint la religion indigène et les chamans comme irrationnels et gaspilleurs, tout en ajoutant la notion que ces pratiques sont aussi non hygiéniques. Les citadins adoptent cette rhétorique, cherchant à se distinguer de leurs propres origines rurales. Les migrants dans les villes rejettent les rituels gut (en) de guérison et la médecine traditionnelle coréenne.
Ce paradigme est devenu central dans les projets de développement rural promulgués dans la Corée du Sud indépendante.

### Gouvernement de Syngman Rhee (1948–1960)
Durant le gouvernement de Syngman Rhee, les chamans sont régulièrement harcelés et arrêtés par la police. Les protestants de l'île de Jeju mènent une « campagne contre les dieux » avec laquelle ils tentent d'exterminer la tradition religieuse de Jeju et son panthéon de 18 000 divinités.

### Mouvement Saemaul (années 1970)
Dans les années 1970, le président Park Chung-hee initie le mouvement Saemaul, une mobilisation de masse destinée à transformer la société rurale dans la forme et l'esprit, les communautés locales participant à divers travaux publics.
Sous la bannière de cette réforme, un « mouvement pour renverser la superstition » officiel est fondé. Sous les encouragements officiels, la police et les dirigeants locaux répriment les rites gut et les cultes locaux. Ils versent de l'essence sur les sanctuaires des villages et les incendient, coupent des arbres sacrés, détruisent des totems et des cairns, interdisent la pratique des gut et arrêtent les chamans. Les historiens critiquent aujourd'hui le mouvement pour avoir porté atteinte à la tradition religieuse indigène et avoir fait en sorte qu'une grande partie de la population sud-coréenne adopte la religion chrétienne étrangère.

## Postérité
À la suite de ces vagues de « mouvements anti-superstition », la religion indigène coréenne se retrouve sévèrement affaiblie. Depuis les années 1980, cependant, la religion traditionnelle et le chamanisme connaissent une renaissance en Corée du Sud. Depuis les années 1990, les chamans commencent à être considérés comme des « défenseurs de la culture ». Aujourd'hui, le chamanisme coréen est reconnu comme une « religion » légitime en Corée du Sud, et il y a une large reconnaissance que le « muisme » (ou le sindo) — les noms coréens du chamanisme — est la religion naturelle des Coréens.